# Günther Gottmann
Günther Gottmann (* 30. Mai 1931 in Münster; † 4. Februar 2018 in Berlin) war ein deutscher Lehrer und Museologe.

## Leben
Günther Gottmann machte sein Abitur 1952 in Münster, studierte von 1952 bis 1958 Theologie, Philosophie und Pädagogik in München sowie Münster und wurde katholischer Priester.
1958 bis 1960 unterrichtete er katholische Religion an Volks- und Berufsschulen. Es folgte ein Aufbaustudium in Geschichte mit dem Abschluss des Ersten Staatsexamens für Gymnasium in Geschichte und katholische Theologie. 1960 bis 1963 leitete er das Gymnasialinternat für Mädchen St. Mauritz. 1963 legte er das Zweite Staatsexamen in Geschichte und katholischer Religion ab. 1964 bis 1967 war er Studienrat am Ratsgymnasium Münster (?) für Jungen. 1967 gab er den Priesterberuf auf und wurde wissenschaftlicher Mitarbeiter der Stiftung Volkswagenwerk. Es folgten die Planung und Produktion von Filmen für das Lehrerkolleg des Bayerischen Rundfunks. 1971 bis 1972 war er Fachberater im Rahmen des deutsch-brasilianischen Kulturabkommens, befasst mit dem Aufbau eines nationalen Erziehungsfernsehens. Wegen angeblicher Falschdarstellung brasilianischer Verhältnisse wurde er von der Militärregierung Brasiliens des Landes verwiesen.
1972 begann er als leitender Museumsdirektor und Stellvertreter des Generaldirektors im Deutschen Museum München. Dort begründete er die Lehrerfortbildung am Kerschensteiner-Kolleg und als Chefredakteur die Zeitschrift Kultur und Technik. Im Jahr 1980 wechselte er nach Berlin, um Gründungsdirektor des Museums für Verkehr und Technik zu werden. Die Gründungsfeier des Museums geschah wegen politischer Veränderungen erst am 13. Mai 1982. Der Aufbau des Museums auf dem Gelände der ehemaligen Eisfabrik von Carl Linde und des früheren Anhalter Güterbahnhofs erfolgte dann in mehreren Schritten. Im Jahr 1996 wurde das Haus in Deutsches Technikmuseum Berlin umbenannt. Gottmann initiierte auch das erste deutsche Science Center Spectrum, für dessen Realisierung er den Physiker Otto Lührs beauftragte. Als er 1999 in Pension ging, wurde seine Nachfolgerin für drei Jahre Liselotte Kugler, ihr folgte 2003 Dirk Böndel.

## Ehrungen
- 1993: Verdienstorden des Landes Berlin[5]
- 1998: Bundesverdienstkreuz 1. Klasse
- 2004: Stadtältester von Berlin[5]

## Schriften
- Zum Bildungsauftrag eines technikgeschichtlichen Museums: Bericht aus dem Deutschen Museum. In: Ingolf Bauer, Nina Gockerell (Hrsg.): Museumsdidaktik und Dokumentationspraxis. München 1976, S. 227–237 (Veröffentlichungen zur Volkskunde u. Kulturgeschichte. 2).